# Bitwa pod Sarnową Górą
Bitwa pod Sarnową Górą – bitwa stoczona w dniach 15–19 sierpnia 1920 podczas wojny polsko-bolszewickiej przez Grupę Operacyjną w składzie: 42 i 145 pp z 18 DP, cztery baterie z 18 pułku artylerii polowej oraz 8 Brygada Jazdy pod dowództwem gen. Franiszka Krajowskiego z oddziałami sowieckich 4 i 33 Dywizji Strzelców, na południe od Ciechanowa pod m. Sarnowa Góra w pobliżu linii kolejowej Ciechanów – Nasielsk.

## Walki
Na rozkaz dowódcy Frontu Północnego gen. Józefa Hallera, 5 Armia pod dowództwem gen. Władysława Sikorskiego rozpoczęła 14 sierpnia natarcie nad Wkrą na szykujące się do forsowania oddziały 15 Armii Augusta Korka. Grupa Krajowskiego trafiła na słabą osłonę prawego skrzydła rosyjskiej 4 Armii, która głównymi siłami maszerowała ku dolnej Wiśle. Nie napotkawszy nieprzyjaciela gen. Krajowski zorientował się, że wszedł w lukę pomiędzy sowieckie 4 i 15 Armie. Postanowił to wykorzystać i uderzyć w skrzydło 15 Armii. Przerwał natarcie 8 BJ i skierował ją na Glinojeck – Ciechanów. Zawrócił 42 i 145 pp przeciwko odsłoniętej prawej flance 15 Armii. Nocą z 14 na 15 sierpnia 145 pp atakiem „na bagnety” wyparł pododdziały 4 DS z Sochocina. 15 sierpnia główne siły 15 Armii (4, 11, 16 DS) uderzyły na stanowiska polskie nad Wkrą. Tego dnia rano 8 BJ gen. Aleksandra Karnickiego zdobyła przez zaskoczenie Ciechanów, rozpraszając stojący tam sztab dowódcy 4 Armii Szuwajewa. 42 pułk piechoty, mający początkowo współpracować z kawalerią w natarciu na Ciechanów, na rozkaz gen. Krajowskiego zmienił kierunek marszu na Ojrzeń - Żochy - Sarnową Górę. Po walce z pododdziałami 4 DS około 16.00 pułk opanował Ojrzeń, następnie Żochy, a w nocy z 15/16 sierpnia jego 7 kompania dokonała wypadu na Sarnową Górę. Wzięto jeńców i zdobyto dwa cekaemy. 16 sierpnia o 4.00 pułk uderzył dwoma batalionami na Sarnową Górę, zdobył ją po złamaniu silnego oporu nieprzyjaciela i zgodnie z rozkazami gen. Krajowskiego ruszył z baterią 18 pap na Sońsk. III batalion pułku pozostał w folwarku Żochy jako odwód.
Energiczne działania grupy gen. Krajowskiego zaniepokoiły dowództwo sowieckie. 15 sierpnia Kork skierował swoją odwodową 33 DS z rejonu Nasielska pod Ciechanów z rozkazem odzyskania tego miasta, a następnie prowadzenia natarcia w kierunku Płońska, na tyły 5 Armii gen. Sikorskiego. Również 4 i 16 DS miały nacierać w kierunku Płońska. 16 sierpnia rano 33 DS odrzuciła 8 BJ z rejonu Ciechanowa i przed południem opanowała opuszczoną przez Polaków miejscowość. Wysunięty na wschód od Sońska I batalion 42 pp został otoczony przez oddziały 4 DS, utracił przydzieloną baterię i z wielkimi stratami przebijał się na Łopacin – Bądkowo. Spieszący mu z pomocą III batalion został zaskoczony pod Sarnową Górą atakiem sowieckiego 33 pułku kawalerii i zmuszony do odwrotu w kierunku Sochocina. W ten sposób 33 DS, wzmocniona oddziałami 4 DS, zagroziła lewemu skrzydłu polskiej 18 DP. Gen. Krajowski zareagował zawróceniem pod Sarnową Górę 145 pułku piechoty, który przed południem zdobył Łopacin. Teraz pozostawił tam II batalion do osłony tyłów i ruszył na Sarnową Górę. Po południu, wsparty przez I i II bataliony 42 pp oraz dwie baterie 18 pap, uderzył na tę miejscowość. Po ostrej walce, w której obie strony poniosły duże straty, oddziały 33 DS odrzucono na północ.
Nocą z 16 na 17 sierpnia stanowiska obronne na północ od Ojrzenia obsadził 144 pp, nad ranem przybyła tu również 8 BJ. Siłami tymi
gen. Krajowski zamierzał zaatakować pod Malużynem lewe skrzydło 54 DS z 4 Armii Szuwajewa, która zbliżała się do Sochocina od północnego zachodu, zagrażając tyłom wojsk gen. Sikorskiego. Rosjanie uprzedzili polskie natarcie. 33 DS uderzyła siłami 98 BS na Ojrzeń, a 97 BS na Sarnową Górę. Falowe ataki Polacy odpierali przez kilka godzin, ale po południu przeciwnik przełamał pozycje III batalionu 145 pp pod Sarnową Górą i w walce wręcz zadał mu duże straty. Również pod Ojrzeniem Rosjanie początkowo odnieśli sukcesy i nawet opanowali tę miejscowość, ale kontratak odwodów 144 pp, wsparty natarciem pułków 8 BJ, zmusił ich do odwrotu na pozycje wyjściowe. Kontratak pod Sarnową Górą wykonały odwodowe kompanie 1 batalionu, ale w tym samym czasie przeciwnik siłami 4 DS zaatakował Bądkowo, grożąc wyjściem na tyły oddziałów walczących o tę miejscowość. Dowodzący 145 pp kpt. J. Uldanowicz rzucił do walki oddział sztabowy, łączników, żołnierzy taborów, telefonistów, którzy po ciężkim boju zmusili nieprzyjaciela do odwrotu. Powiodło się także przeciwuderzenie na Sarnową Górę, przeprowadzone wspólnie przez 3 i 1 bataliony. Przed wieczorem odzyskano utracone stanowiska.

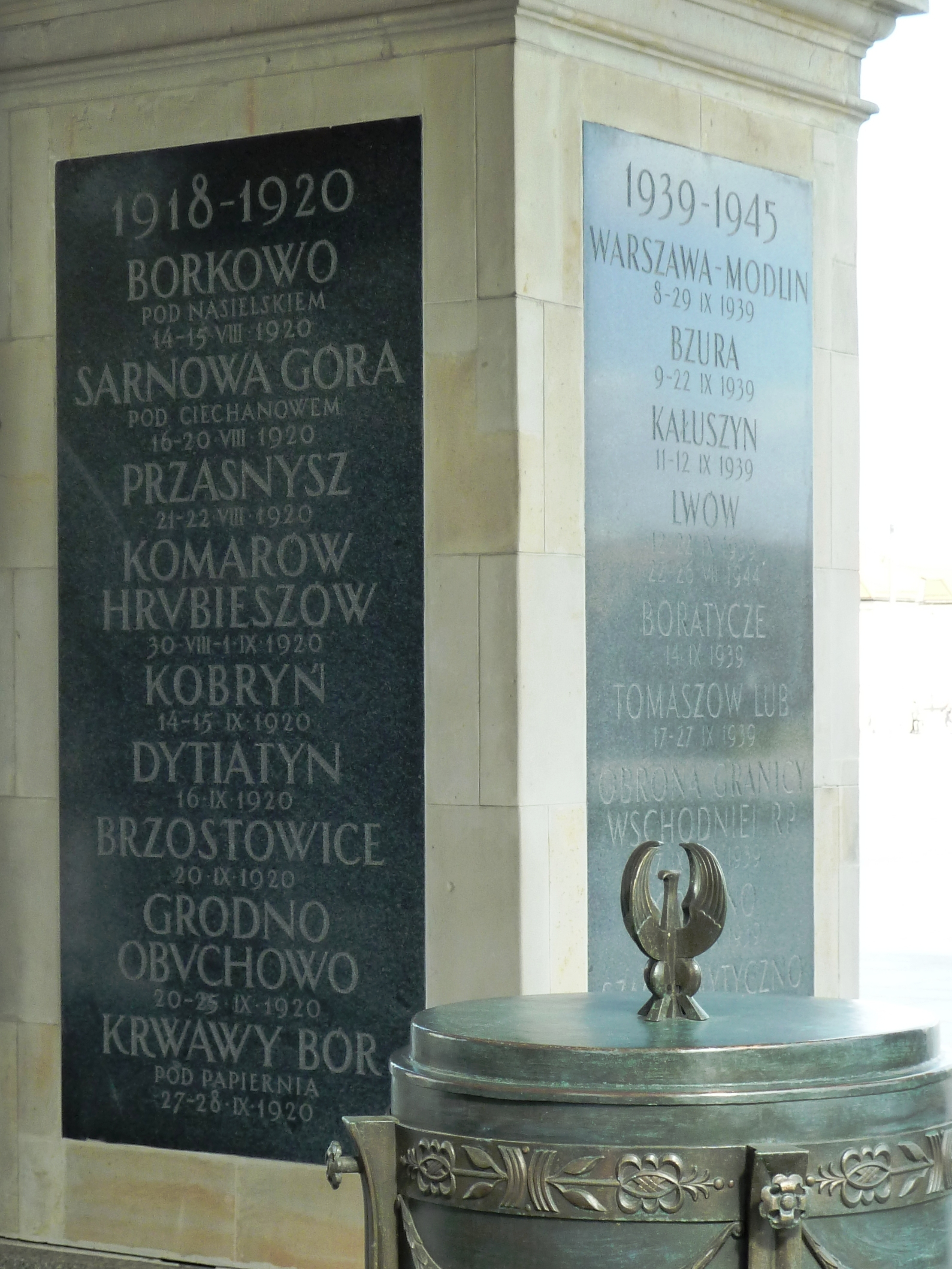
Grób Nieznanego Żołnierza w Warszawie. Upamiętnienie bitwy pod Sarnową Górą 16 – 20·VIII·1920

Po odparciu 33 DS oddziały polskie dokonały wieczorem przegrupowania. 144 pp wraz z 8 BJ odszedł na Malużyn. Jego stanowiska pod Ojrzeniem zajął 145 pp, który został zluzowany pod Sarnową Górą i Łopacinem przez 49 pp. 1 batalion 145 pp zajął folwark Bronisławie przy drodze Płońsk-Ciechanów, III batalion Żochy, II batalion w Ojrzeniu jako odwód pułku. 18 sierpnia 33 DS podjęła jeszcze jedną próbę przedarcia się na Płońsk przez Sarnową Górę i Ojrzeń. Po przygotowaniu artyleryjskim ruszyły rosyjskie fale piechoty. Gdy jedna zalegała za nią druga szła do walki wręcz. Folwarki Bronisławie i Ojrzeń trzykrotnie przechodziły z rąk do rąk. Podobnie bój rozgrywał się na odcinku 49 pp pod Sarnową Górą. Falowe ataki 33 DS nie zdołały przerwać frontu polskiej obrony. Nocą 18/19 sierpnia, w związku z ofensywą Polaków 15 Armia sowiecka rozpoczęła odwrót.
Czterodniowa bitwa o Sarnową Górę i Ojrzeń zapobiegła przełamaniu skrzydła 5 Armii i umożliwiła gen. Sikorskiemu prowadzenie natarcia na Nasielsk-Pułtusk. Skupiając na sobie uderzenia 15 Armii 18 DP w dużym stopniu zdecydowała o pomyślnym przebiegu uderzenia znad Wkry.
W walkach 18 DP straciła 910 zabitych, rannych i cztery działa. Największe straty poniósł 145 pp - 50% stanu osobowego. Dowódca pułku, dowódcy batalionów i 3 dowódców kompanii zostali ranni. Wzięto do niewoli ok. 500 jeńców. Straty sowieckie nieznane.

## Upamiętnienie
Walki żołnierzy polskich pod Sarnową Górą zostały upamiętnione na Grobie Nieznanego Żołnierza w Warszawie, napisem na jednej z tablic w II RP i po 1990 r. – „SARNOWA GÓRA pod CIECHANOWEM 16 – 20 VIII 1920”.